# Hengsbeck
Hengsbeck ist ein Ortsteil von Eslohe im nordrhein-westfälischen Hochsauerlandkreis. 

## Geographie
Die Ortschaft liegt in einer Höhe von rund 380 m rund 4 km südlich von Eslohe. Der Ortsteil mit 55 Einwohnern (Stand Juni 2023) und 40 Häusern befindet sich direkt an der K 21. Durch den Ort fließt der Hengsbecker Bach. Das Naturschutzgebiet Feuchtgrünland am Hengsbecker Bach mit einer Größe von 2,4 ha liegt südlich von Hengsbeck. 
An Hengsbeck grenzen die Ortschaften Lüdingheim, Niederlandenbeck, Grimminghausen und Lochtrop.

## Geschichte

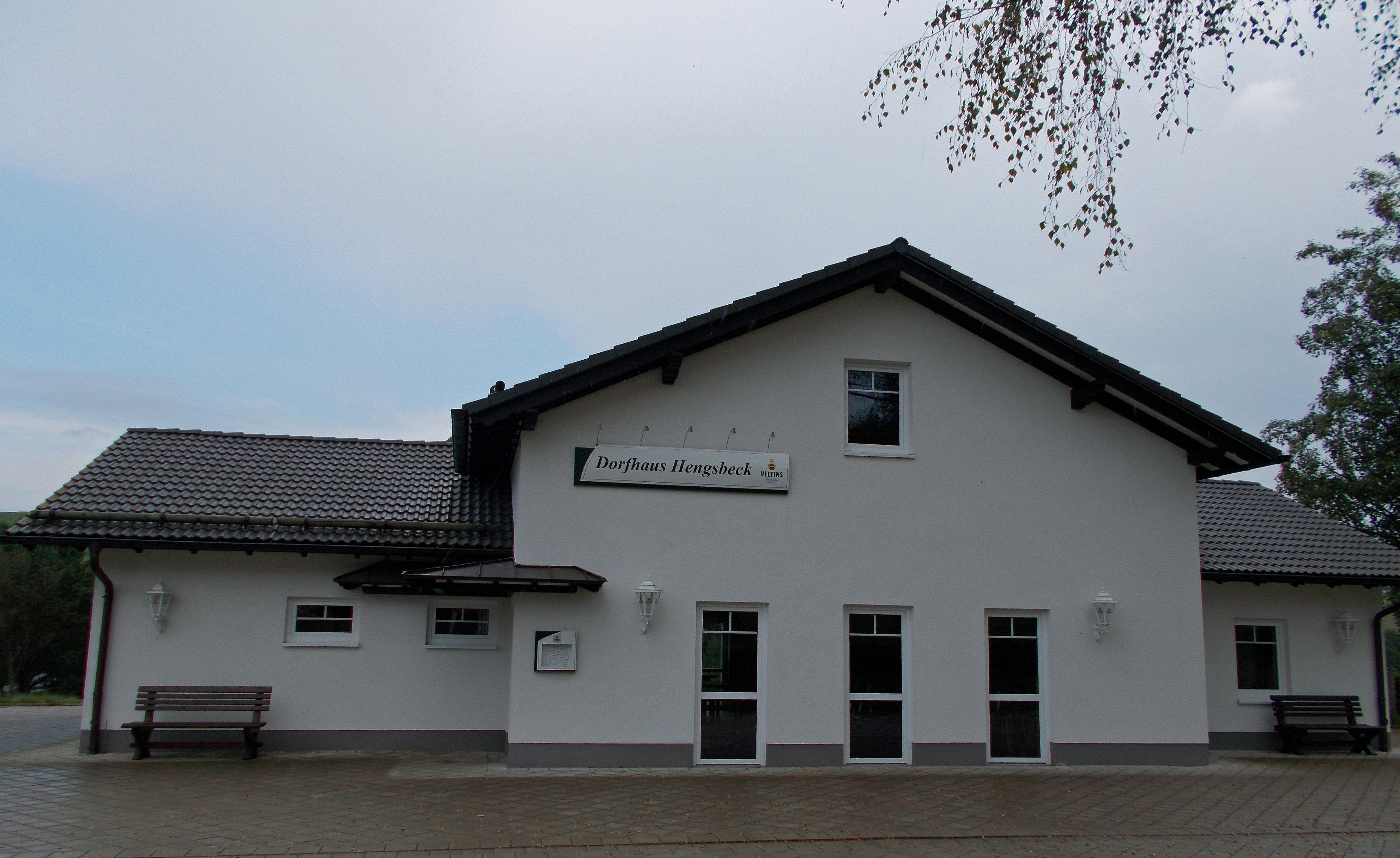
Dorfhaus in Hengsbeck

In Hengsbeck (damals Hengstebeke) befand sich einer der Fronhöfe des Stiftes Meschede. Der Schultenhof in Hengsbeck hatte laut einer Urkunde aus dem Jahr 1314 insgesamt neuen Afterhöfe in den Orten Isingheim, Kükelheim, Sallinghausen, Ober- und Niedereslohe und Wenholthausen, die dem Haupthof unterstellt waren.
Frühe Anhaltspunkte über die Größe des Ortes ergeben sich aus einem Schatzungsregister (diente der Erhebung von Steuern) für das Jahr 1543. Demnach gab es in „Hengsbecke“ 5 Schatzungspflichtige; die Zahl dürfte mit den damals vorhandenen Höfen bzw. Häusern übereingestimmt haben.
Im Jahr 1925 gründete sich der Tambourkorps Hengsbeck. 1975 blieb Hengsbeck mit der kommunalen Neugliederung in Nordrhein-Westfalen in der neuen Gemeinde Eslohe.

## Religion

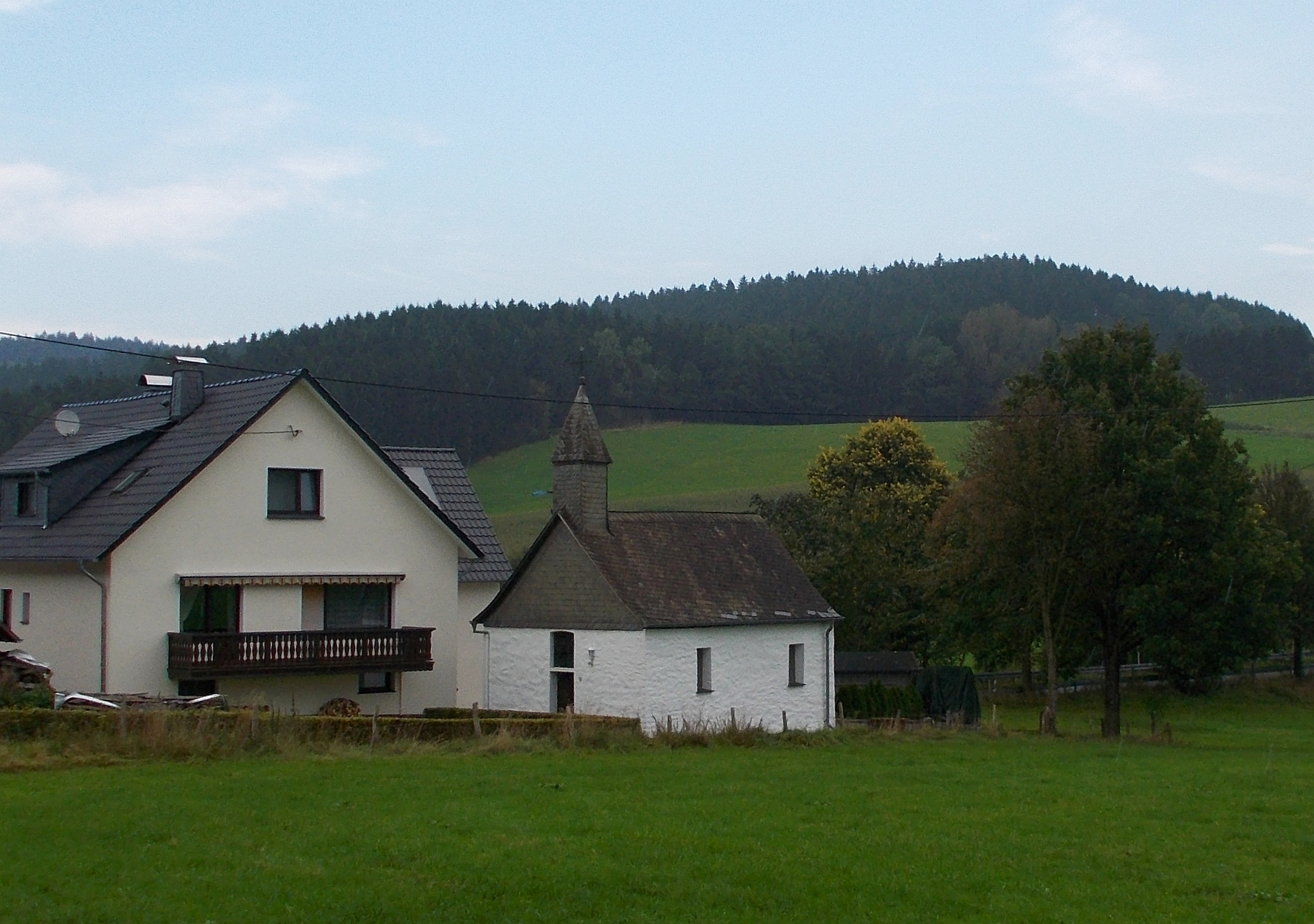
St. Margaretha

Die denkmalgeschützte katholische Kapelle St. Margaretha  wurde 1647 geweiht und im Jahr 1966 zuletzt restauriert. Hengsbeck gehört zur Kirchgemeinde Mariä Heimsuchung in Niederlandenbeck. Die Kirchengemeinde hat 188 Mitglieder.

## Persönlichkeiten
- Joseph Dünnebacke (* 6. August 1878 in Hengsbeck; † 14. Juli 1963 in Recklinghausen), Verbands- und Kommunalpolitiker